# ويليام غروز
ويليام غروز هو محامي وضابط وسياسي أمريكي، ولد في 16 ديسمبر 1812 في دايتون في الولايات المتحدة، وتوفي في 30 يوليو 1900 في نيو كاسل في الولايات المتحدة. نشط حزبياً في الحزب الديمقراطي. وقد انتخب عضو مجلس ولاية إنديانا ‏.